# Catagramma horstii
Catagramma horstii är en fjärilsart som beskrevs av Mengel 1916. Catagramma horstii ingår i släktet Catagramma och familjen praktfjärilar. Inga underarter finns listade i Catalogue of Life.